# Lago Narie
Il lago Narie è un lago della Polonia.